# Витело

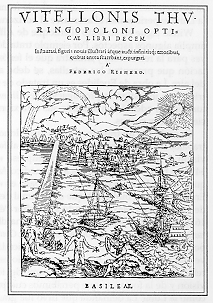
Титульный лист «Оптики» Витело (Базель, 1572)

Витело, Эразм Циолек (пол. Erazmus Ciołek Witelo, ок. 1220 — ок. 1280) — средневековый учёный, поляк по матери и немец по отцу. Обучался ок. 1250 в Сорбонне. Был в дружеских отношениях с Вильемом из Мёрбеке, которому посвятил свою «Оптику» в 10 кн., написанную между 1270 и 1278 годом.
Это сочинение представляет собой переработку «Книги оптики» Ибн ал-Хайсама. Основу оптики Витело составляет неоплатоновская метафизика света; но при этом он рассматривает изучение света как средство введения математической достоверности в науку о природе. Экспериментальное искусство в области оптики достигает у Витело весьма высокого уровня. Занимаясь исследованиями радуги, он сконструировал лучшую для своего времени призму для изучения спектра. Витело рассматривает также эстетическое значение отдельных цветов и качеств наблюдаемого предмета. Весьма существенно у Витело указание на значение привычки в эстетическом восприятии, различия в нравах людей и в психологии народов.
Трактат Витело оказал заметное влияние на последующих учёных, вплоть до Леонардо да Винчи и Иоганна Кеплера. Так, первый трактат Кеплера по оптике называется «Дополнения к Вителлию» (издан в 1604 году).

## Память
В честь Эразма Циолека Витело в 1935 г. назван кратер на видимой стороне Луны.